# Jozef Klaassen
Jozef Klaassen (ur. 5 marca 1983 r. w Thames, Nowa Zelandia) – holenderski wioślarz, reprezentant Holandii w wioślarskiej ósemce podczas Letnich Igrzysk Olimpijskich w Pekinie.

## Osiągnięcia
- Igrzyska Olimpijskie – Pekin 2008 – ósemka – 4. miejsce[1].
- Mistrzostwa Świata – Poznań 2009 – ósemka – 3. miejsce[1].